# Rödmaskparakit
Rödmaskparakit (Psittacara erythrogenys) är en fågel i familjen västpapegojor inom ordningen papegojfåglar.

## Utbredning och systematik
Fågeln förekommer längs torra stränder i västra Ecuador och nordvästra Peru. Den behandlas som monotypisk, det vill säga att den inte delas in i några underarter.

## Status
IUCN kategoriserar arten som nära hotad.

## Bilder

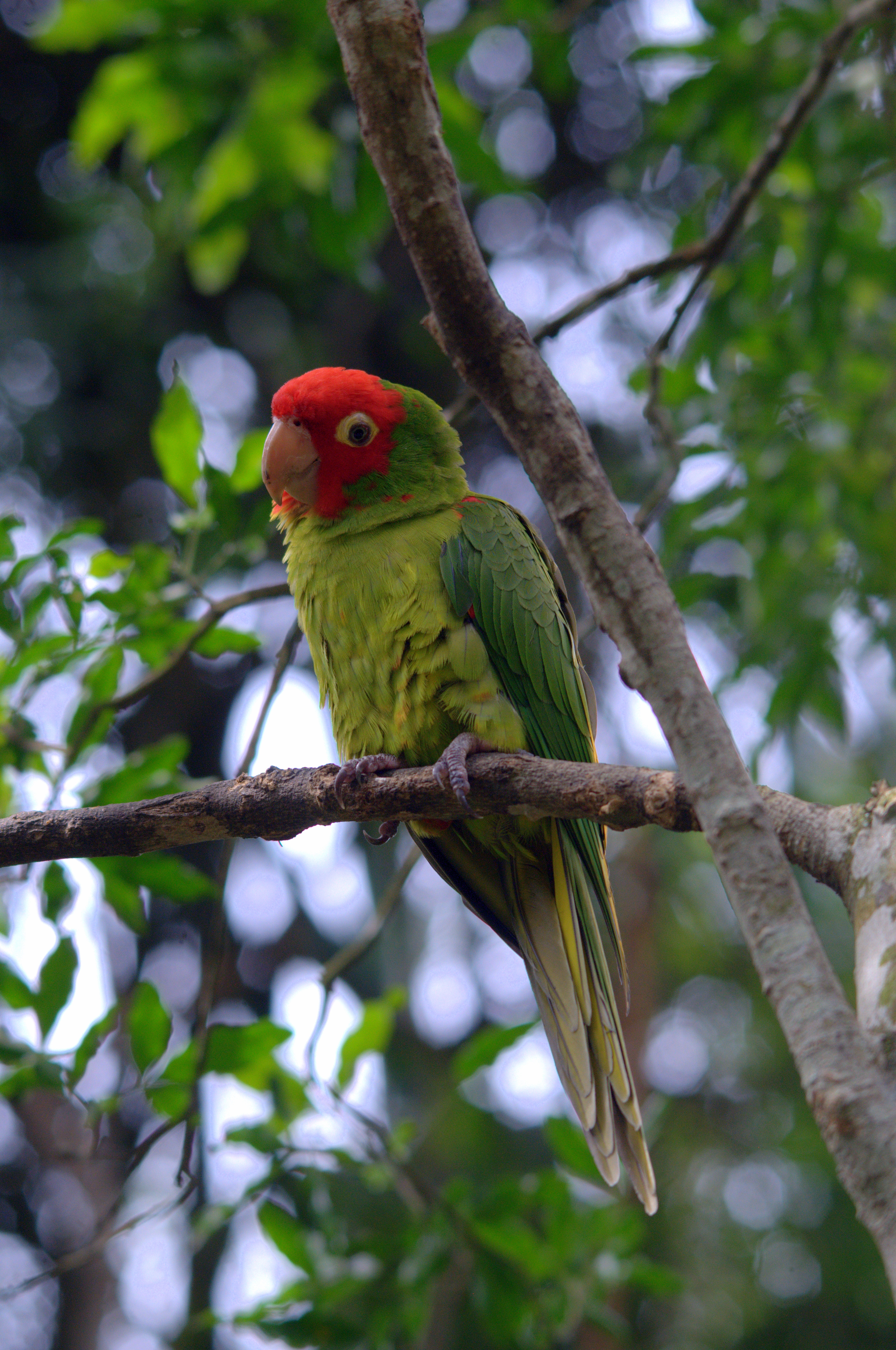
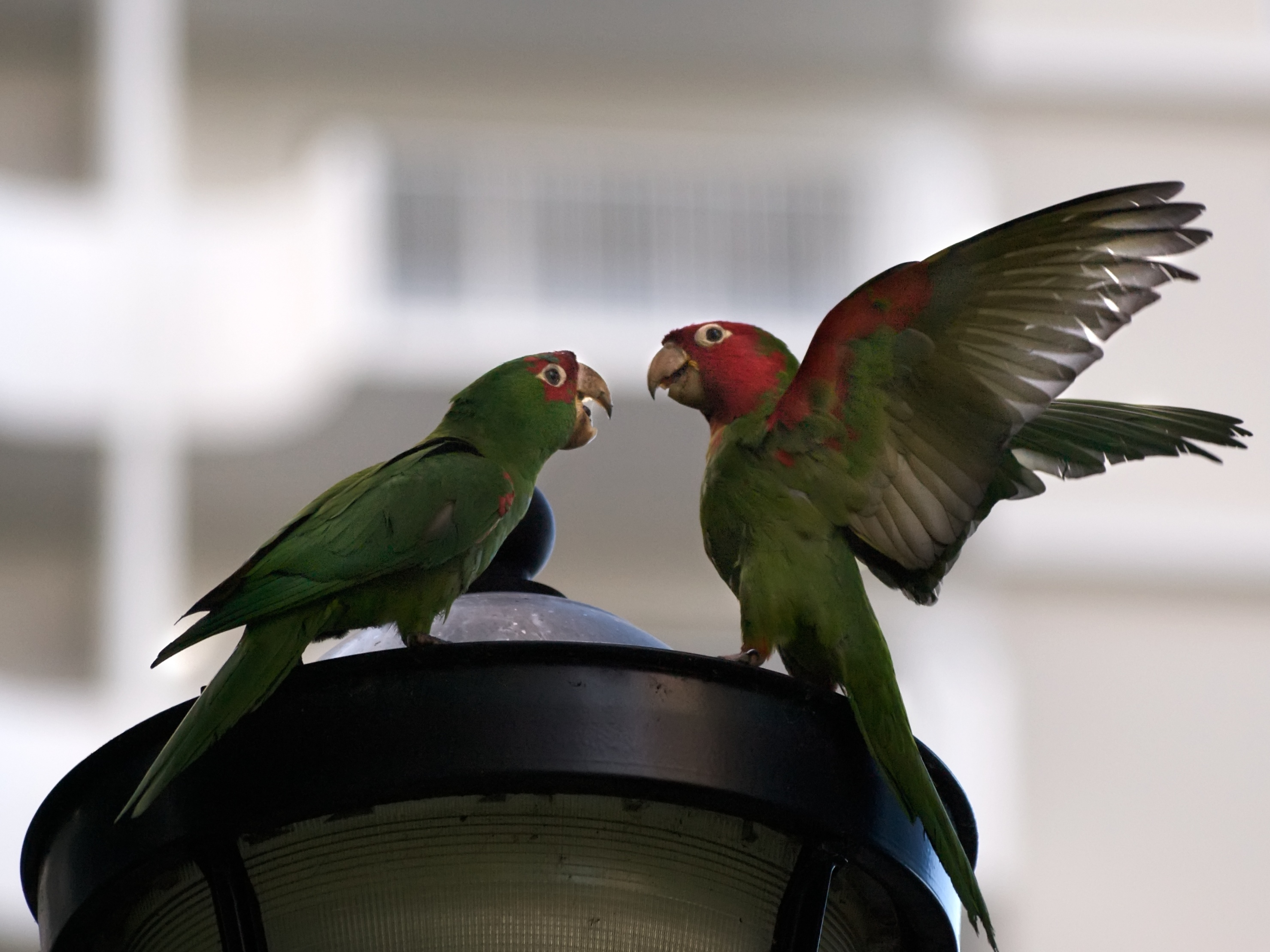
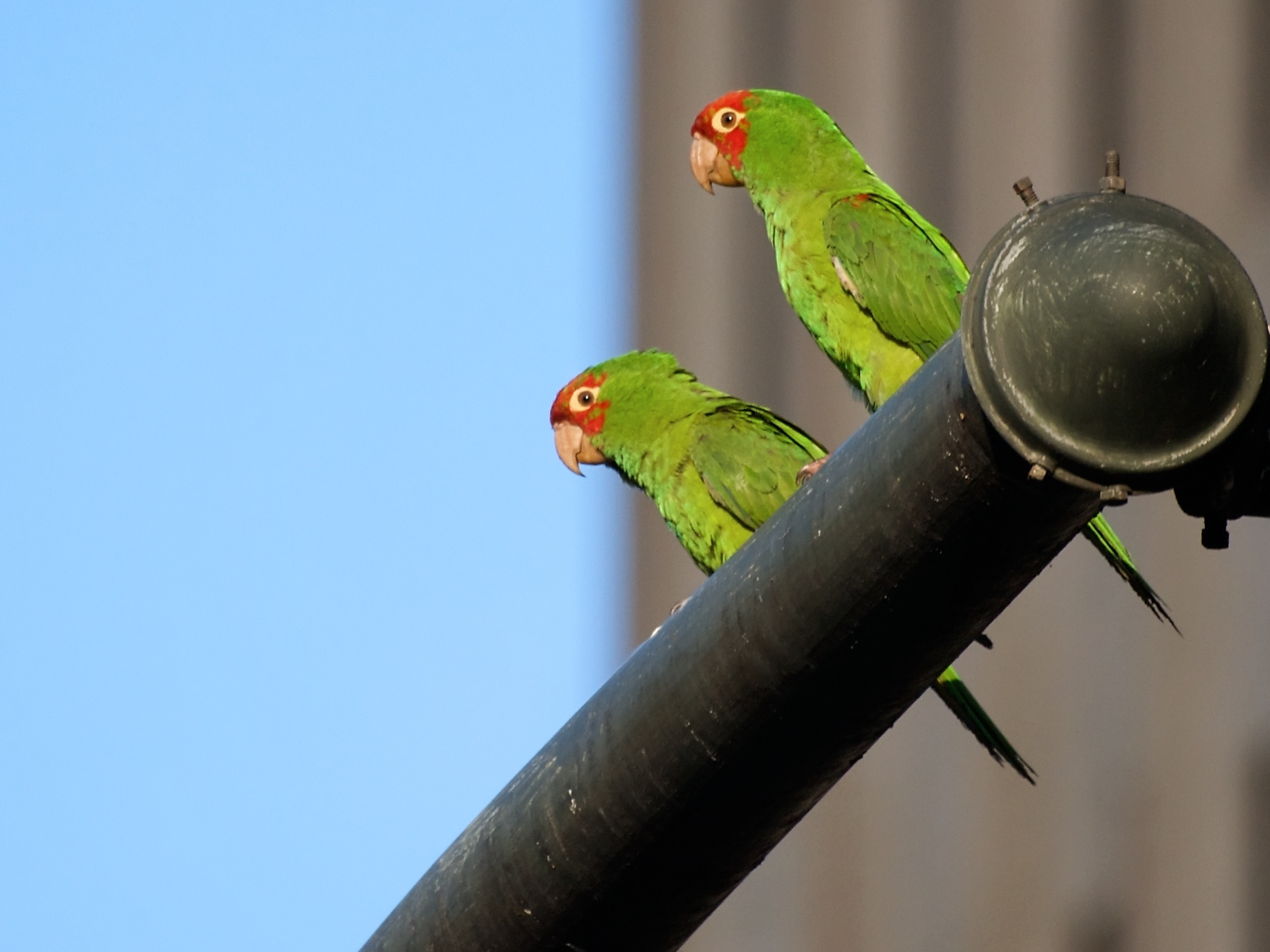
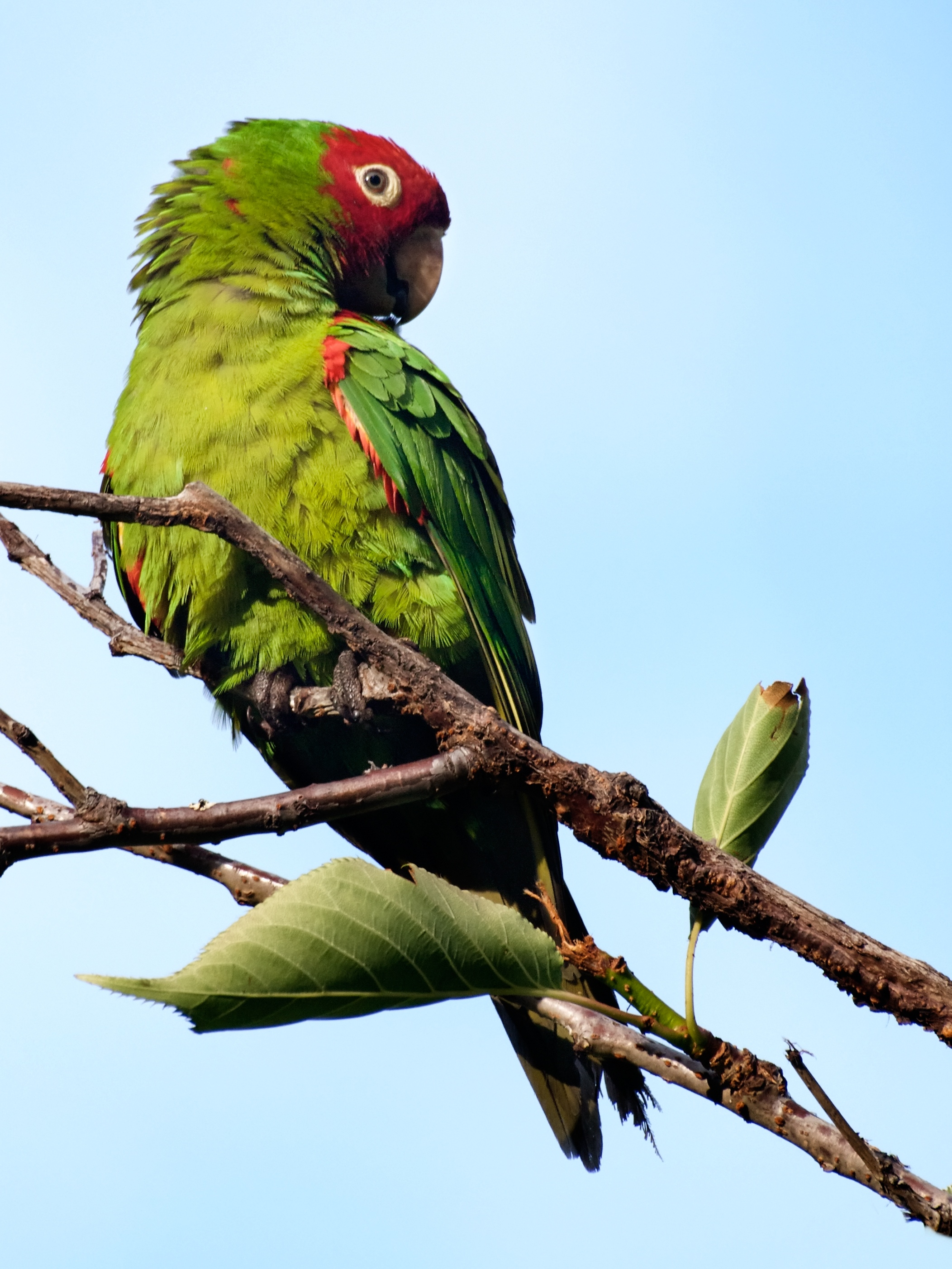
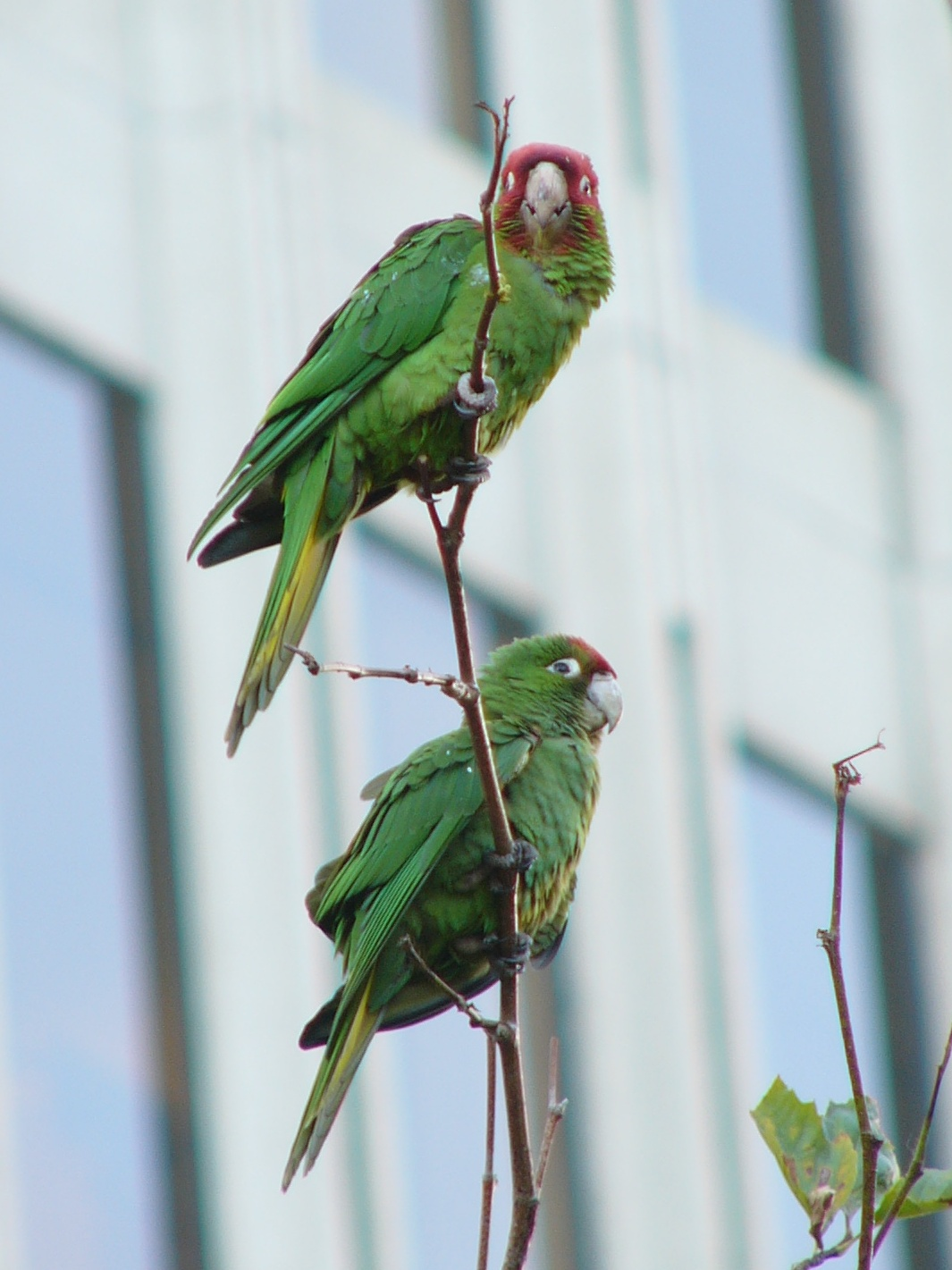
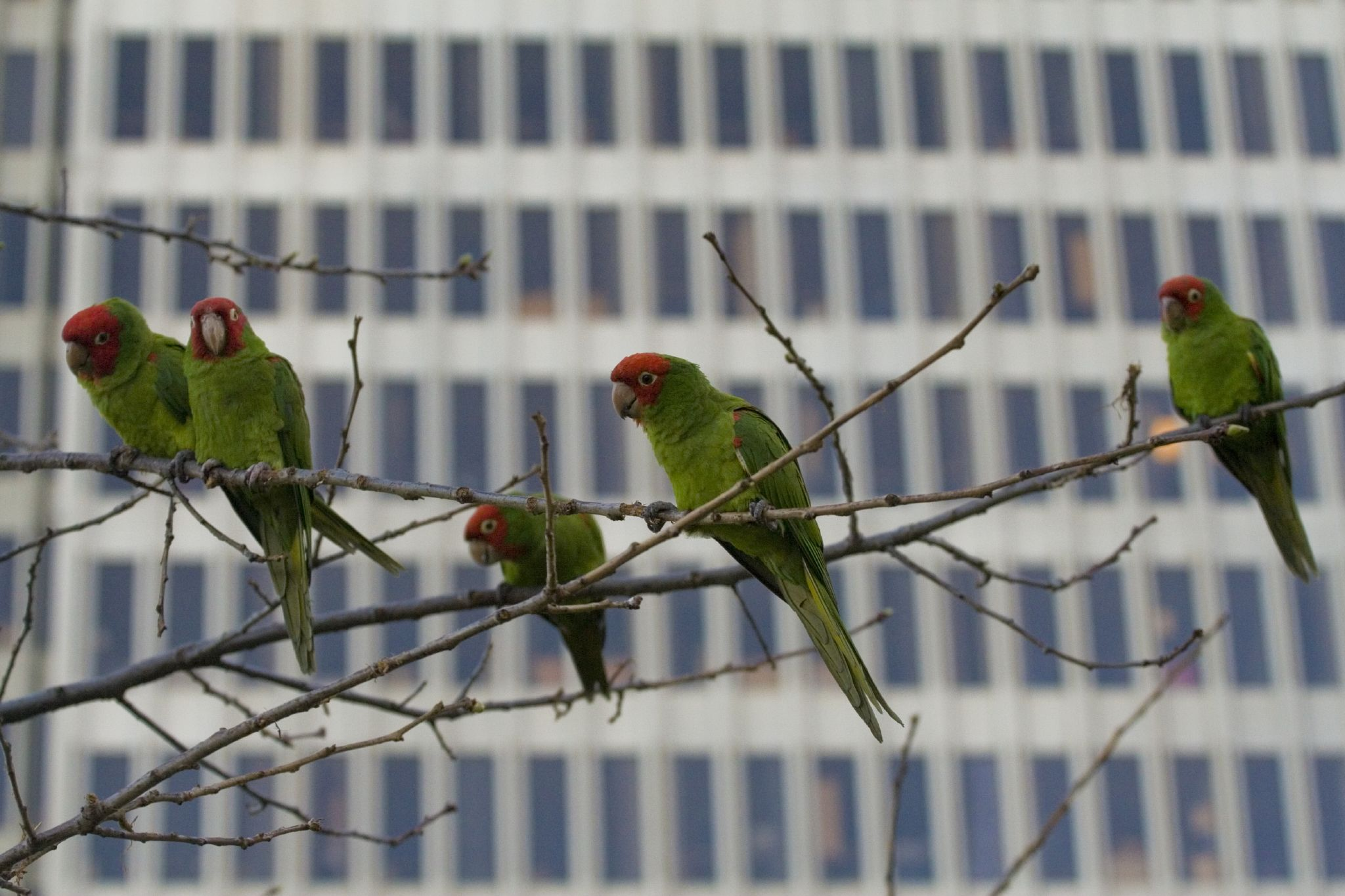
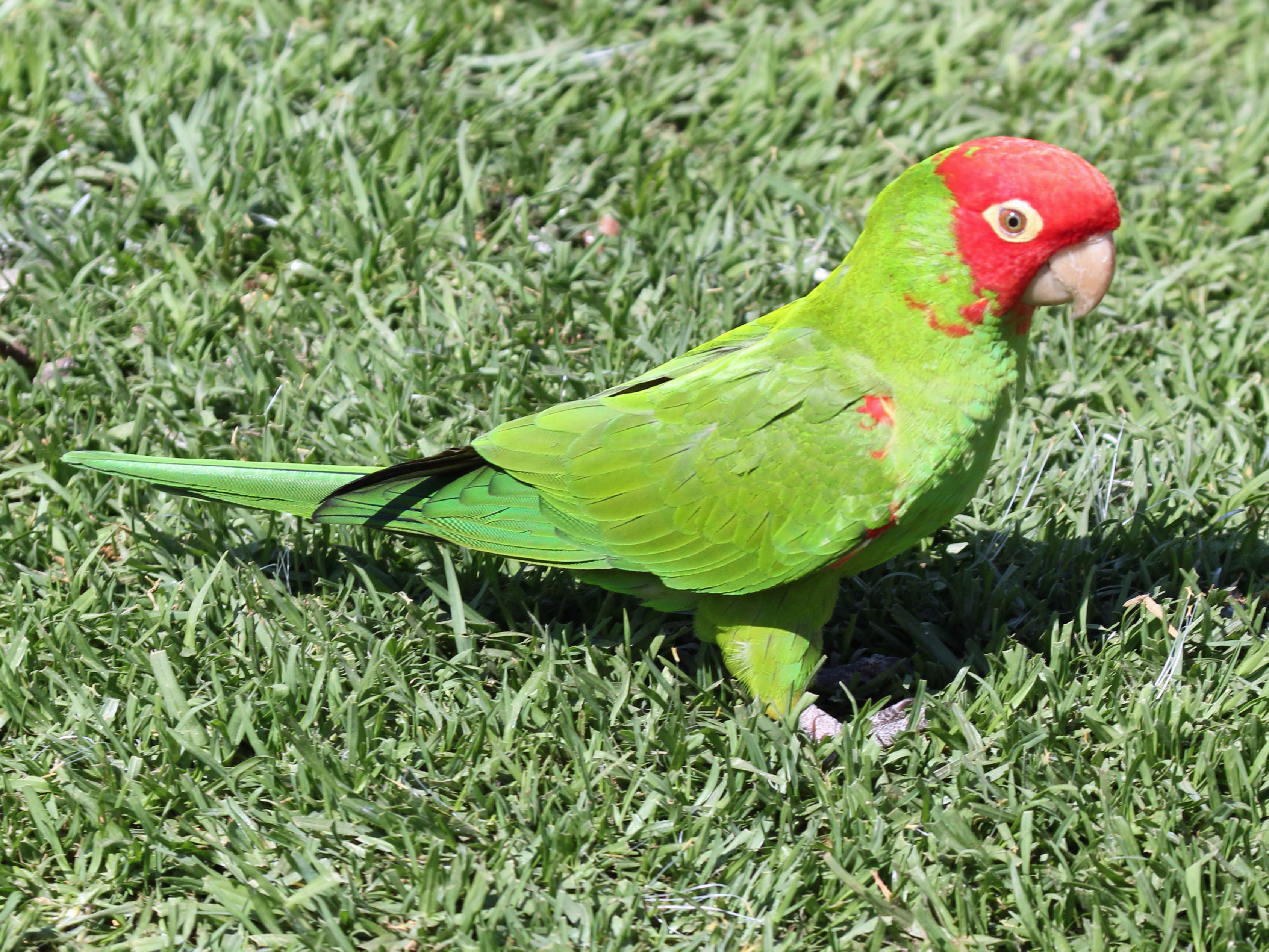
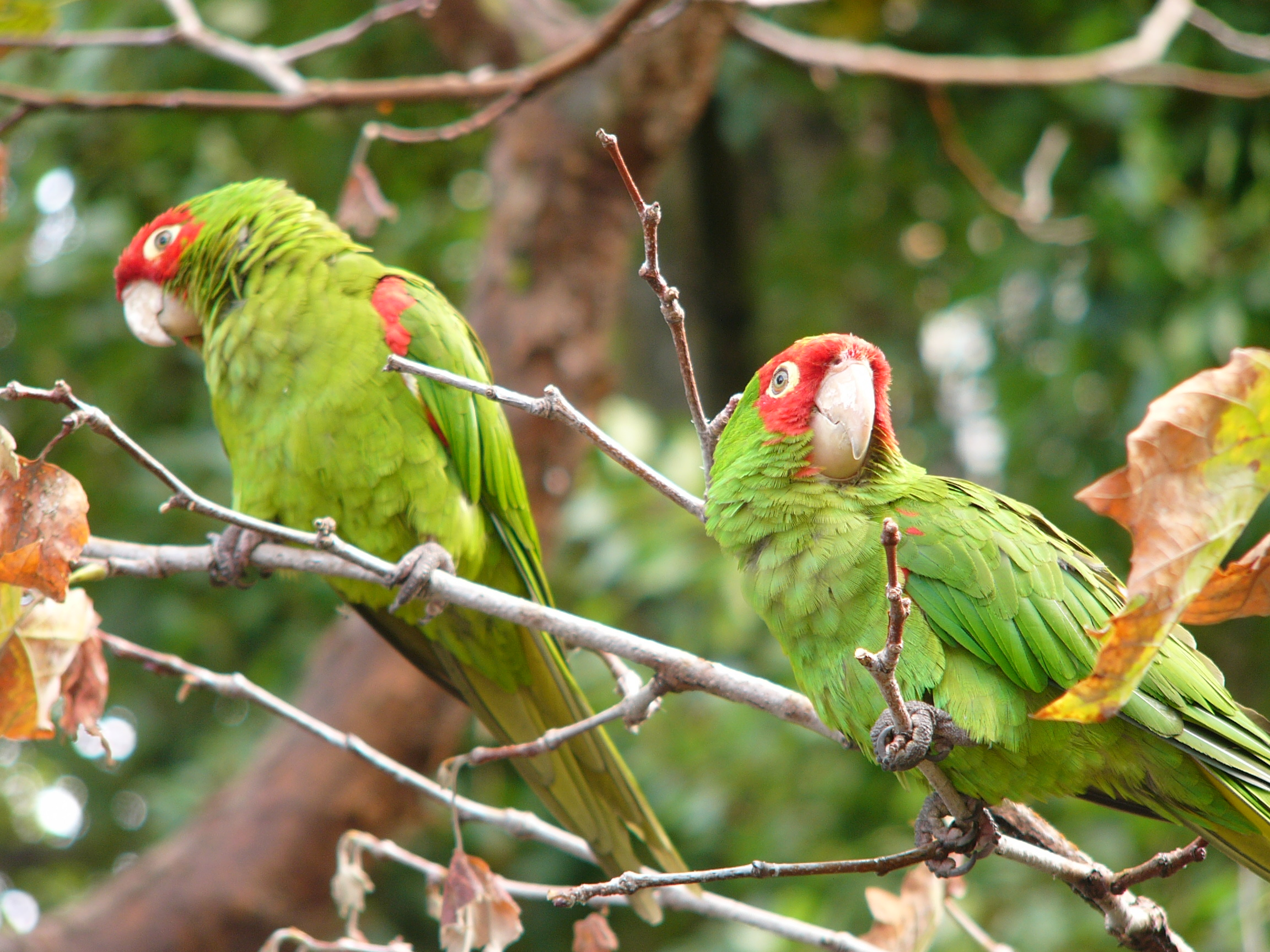